# Volcán Olca
El Olca es un estratovolcán ubicado en la cordillera de los Andes, en la frontera entre Bolivia y Chile. Se emplaza en el medio de un cordón montañoso de 15 km de largo compuesto de varios estratovolcanes. El cerro Minchincha se emplaza al oeste, y el Paruma al este. Pertenece a la zona volcánica central de los Andes (ZVCA) y presenta flujos de lava, de composición andesítica y dacítica, que se extienden por varios kilómetros hacia el norte del volcán. La última actividad conocida del cordón fue una erupción de uno de sus flancos entre 1865 y 1867.

## Emisión y composición de los gases
La emisión de gases de este penacho comprende una fuente de agua termal en la base del volcán y una fumarola persistente en la cima desde al menos unos 60 años. El campo fumarolico considera unos 0.1 km2 y los estudios realizaos con técnicas in situ muestran un sistema mixto entre gases de alta temperatura con fluidos hidrotermales. 
Los gases presentan una concentración baja de H2, monóxido de carbono y gases ácidos, junto a una alta concentración de H2S e hidrocarburos. La razón de carbón/azufre y los valores de ciertos isotopos demuestra el carácter mixto del sistema, entre fuentes magmáticas, hidrotermales y atmosféricas. Otras formas para medir la cantidad de SO2 incluye técnicas como el difractómetro óptico de absorción espectroscópica en la cual se observa un máximo de 35 ppm.m de SO2. Los datos más frecuentes fueron realizados utilizando una cámara UV que sugiere valores promedios de 18.4 t d-1.

## Actividad histórica y actual

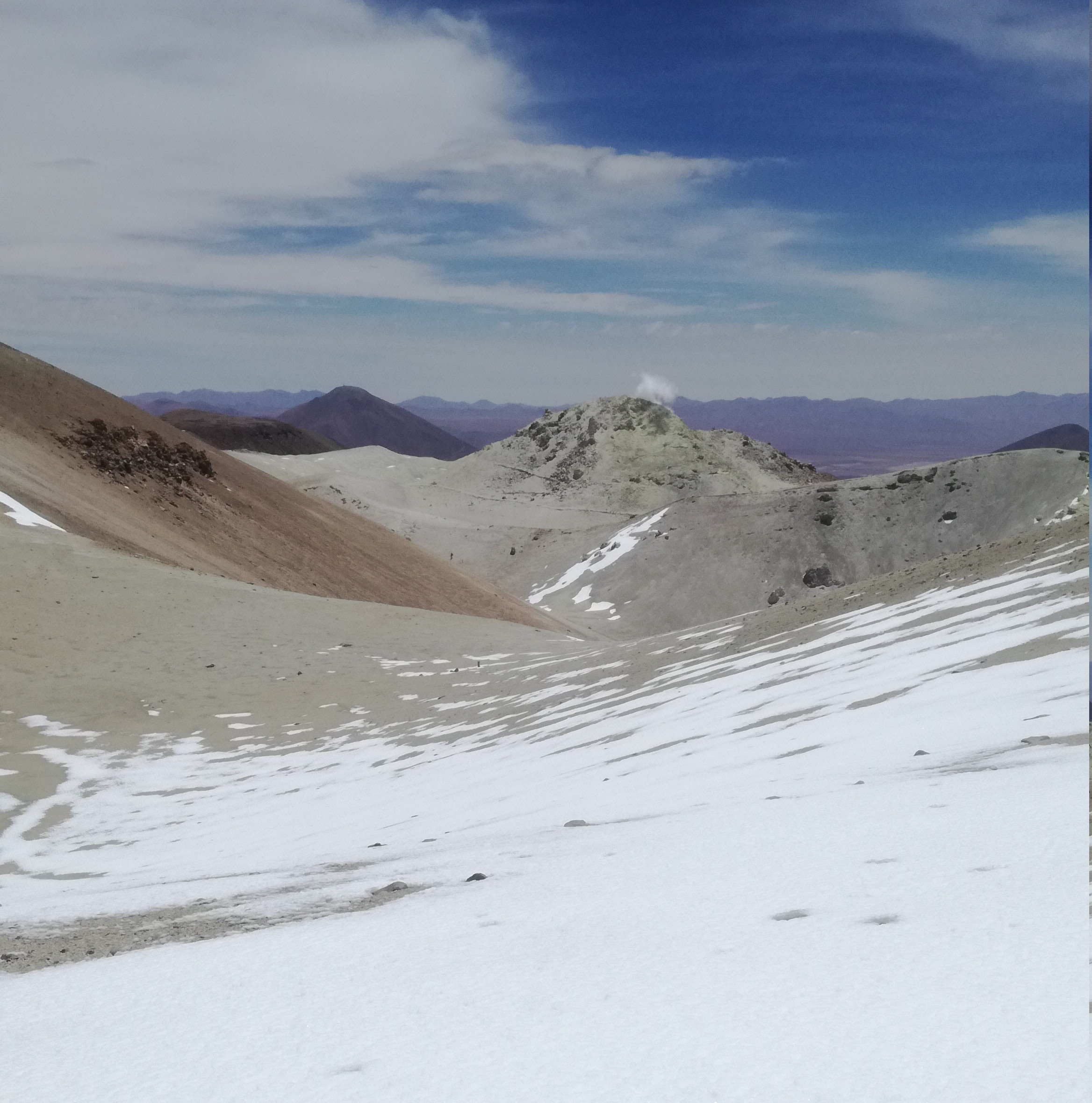
Vista del volcán Olca desde el sur

Existe diversa información relacionada con la actividad del volcán Olca y la migración de esta. Estos estudios incluyen dataciones en dos flujos que sugieren una edad de formación Pleistocena, mientras que otros estudios indican que son más antiguos con la tendencia de que la actividad del edificio volcánico ha migrado hacia el Este con el tiempo.() Además de ello existe evidencia de glaciares que se desarrollaron en el Pleistoceno Tardío.
Se sospecha de una erupciones histórica no confirmada en los años 1865-1867. La última actividad sísmica reportada incluye un enjambre de baja intensidad con actividad fumarólica en noviembre de 1989 y una de mayor intensidad fumarólica en marzo de 1990. En 2010 se condujo una campaña sísmica con tres potenciales enjambres sísmicos pero con poca claridad para ser interpretados.